# Clan Kuroda
Il clan Kuroda (黒田氏?, Kuroda-shi) fu un clan giapponese che ebbe un notevole importanza dal periodo Sengoku a quello Edo.

## Storia
I Kuroda discendevano dal clan Sasaki anche se la loro storia rimane incerta. Dichiaravano le loro origini dalla provincia di Tōtōmi.
La loro influenza aumentò durante il periodo Sengoku, quando governarono il dominio di Kodera nella provincia di Harima. Dal 1577 entrarono al servizio di Oda Nobunaga e grazie ai servigi di Kuroda Yoshitaka, uno stretto compagno e futuro servitore di Toyotomi Hideyoshi, aumentarono la loro influenza. Yoshitaka fu un importante consigliere militare di Hideyoshi, considerato alla pari di Takenaka Shigeharu, altro grande tattico dell'epoca. Per il suo servizio Yoshitaka ricevette il castello di Nakatsu nel 1587.
Yoshitaka fu anche un Cristiano battezzato con il nome "Don Simeon".
Yoshitaka e suo figlio Nagamasa supportarono Tokugawa Ieyasu nella campagna di Sekigahara e furono ricompensati con il dominio di Fukuoka, di 520.000 koku, nella provincia di Chikuzen.
Due rami del clan furono fondati nel 1623. Il terzo figlio di Nagamasa, Nagaoki fondò il primo quando gli fu assegnato un feudo da 50.000 koku che divenne il dominio di Akizuki. Il quarto figlio di Nagamasa, Takamasa, fondò il secondo quando gli fu assegnato un feudo da 40.000 koku che divenne il dominio di Tōren-ji..
Le forze Kuroda del dominio di Fukuoka parteciparono alla repressione della ribellione di Shimabara nel 1638 con 18.000 uomini agli ordini di Kuroda Tadayuki.
Durante la guerra Boshin del 1868–69 i Kuroda supportarono le forze imperiali. Truppe da Fukuoka guidate da Kuroda Kiyotaka presero parte alla battaglia di Aizu e quella di Hakodate.

## Genealogia
Fukuoka
- Kuroda Takamasa (?-1523?)
- Kuroda Shigetaka (1508–1564)
- Kuroda Mototaka (1522–1585)
- Kuroda Yoshitaka (1546–1608)
- Kuroda Nagamasa (1568–1623)
- Kuroda Tadayuki (1602–1654)
- Kuroda Mitsuyuki (1628–1707)
- Kuroda Tsunamasa (1659–1711)
- Kuroda Nobumasa (1685–1744)
- Kuroda Tsugutaka (1703–1775)
- Kuroda Haruyuki (1753–1781)
- Kuroda Harutaka (1754–1782)
- Kuroda Naritaka (1777–1795)
- Kuroda Narikiyo (1795–1851)
- Kuroda Nagahiro (1811–1887)
- Kuroda Nagatomo (1839–1902)
- Kuroda Nagashige (1867–1939)
- Nagamichi Kuroda (1889–1978)
- Nagahisa Kuroda (1916–2009)
- Nagataka Kuroda (1952–)[5]

Akizuki
- Kuroda Nagaoki (1610–1665)
- Kuroda Nagashige
- Kuroda Naganori
- Kuroda Nagasada
- Kuroda Nagakuni
- Kuroda Nagayoshi
- Kuroda Nagakata
- Kuroda Naganobu
- Kuroda Nagatsugu
- Kuroda Nagamoto
- Kuroda Nagayoshi
- Kuroda Naganori

Tōren-ji
- Kuroda Takamasa (1612–1639)
- Kuroda Yukikatsu (1634–1663)
- Kuroda Nagahiro (1659–1711)

(as Naogata domain)
- Kuroda Nagakiyo (1667–1720)